# Vòng loại Cúp bóng đá nữ châu Á 2006
Vòng loại Cúp bóng đá nữ châu Á 2006 được tổ chức từ 12 tới 20 tháng 6 năm 2005 nhằm xác định các đội tuyển dự vòng chung kết. Các trận đấu diễn ra tại Sân vận động Quốc gia Mỹ Đình, Hà Nội.

## Vòng bảng
Hai đội đứng đầu mỗi bảng tiến vào vòng play-off.

### Bảng A
| Đội         | Tr | T | H | B | BT | BB | Đ |
| ----------- | -- | - | - | - | -- | -- | - |
| Việt Nam    | 2  | 2 | 0 | 0 | 7  | 1  | 6 |
| Myanmar     | 2  | 1 | 0 | 1 | 4  | 2  | 3 |
| Philippines | 2  | 0 | 0 | 2 | 2  | 10 | 0 |

| Việt Nam | 6–1 | Philippines |
| -------- | --- | ----------- |
|          |     |             |

| Myanmar | 4–1 | Philippines |
| ------- | --- | ----------- |
|         |     |             |

| Việt Nam | 1–0 | Myanmar |
| -------- | --- | ------- |
|          |     |         |

### Bảng B
| Đội               | Tr | T | H | B | BT | BB | Đ |
| ----------------- | -- | - | - | - | -- | -- | - |
| Đài Bắc Trung Hoa | 2  | 2 | 0 | 0 | 13 | 1  | 6 |
| Ấn Độ             | 2  | 1 | 0 | 1 | 11 | 2  | 3 |
| Guam              | 2  | 0 | 0 | 2 | 0  | 21 | 0 |

| Ấn Độ | 10–0 | Guam |
| ----- | ---- | ---- |
|       |      |      |

| Đài Bắc Trung Hoa | 2–1 | Ấn Độ |
| ----------------- | --- | ----- |
|                   |     |       |

| Đài Bắc Trung Hoa | 11–0 | Guam |
| ----------------- | ---- | ---- |
|                   |      |      |

### Bảng C
| Đội        | Tr | T | H | B | BT | BB | Đ |
| ---------- | -- | - | - | - | -- | -- | - |
| Uzbekistan | 2  | 2 | 0 | 0 | 9  | 0  | 6 |
| Hồng Kông  | 2  | 1 | 0 | 1 | 4  | 3  | 3 |
| Maldives   | 2  | 0 | 0 | 2 | 0  | 10 | 0 |

| Uzbekistan | 6–0 | Maldives |
| ---------- | --- | -------- |
|            |     |          |

| Uzbekistan | 3–0 | Hồng Kông |
| ---------- | --- | --------- |
|            |     |           |

| Hồng Kông | 4–0 | Maldives |
| --------- | --- | -------- |
|           |     |          |

### Bảng D
| Đội       | Tr | T | H | B | BT | BB | Đ |
| --------- | -- | - | - | - | -- | -- | - |
| Thái Lan  | 2  | 2 | 0 | 0 | 8  | 0  | 6 |
| Singapore | 2  | 0 | 1 | 1 | 1  | 5  | 1 |
| Indonesia | 2  | 0 | 1 | 1 | 0  | 4  | 1 |

| Indonesia | 0–0 | Singapore |
| --------- | --- | --------- |
|           |     |           |

| Thái Lan | 5–1 | Singapore |
| -------- | --- | --------- |
|          |     |           |

| Thái Lan | 4–0 | Indonesia |
| -------- | --- | --------- |
|          |     |           |

- Singapore đi tiếp nhờ tung đồng xu.

## Play-off tranh vé vào VCK
Đội thắng vòng này giành quyền dự vòng chung kết.
| Việt Nam | 4–1 | Hồng Kông |
| -------- | --- | --------- |
|          |     |           |

| Đài Bắc Trung Hoa | 3–0 | Singapore |
| ----------------- | --- | --------- |
|                   |     |           |

| Uzbekistan | 1–2 | Myanmar |
| ---------- | --- | ------- |
|            |     |         |

| Thái Lan | 3–2 | Ấn Độ |
| -------- | --- | ----- |
|          |     |       |